# Мосальский, Василий Семёнович Ус
Князь Василий Семёнович Мосальский по прозванию Ус  —  воевода и наместник во времена правления Ивана IV Васильевича Грозного.
Из княжеского рода Мосальские. Второй сын князя Семёна Ивановича Мосальского упомянутого в 1513 году воеводою  Большого полка в Смоленском государевом походе. Имел братьев, князей: воеводу Фёдора по прозванию "Чёрт чёрный", воеводу Фёдора по прозванию "Жеберденский", Михаила по прозванию "Шулеп" и Ивана по прозванию "Горбатый".

## Биография
В октябре 1551 года записан шестьдесят третьим в третью статью московских детей боярских, которым было велено отвести по 100 четвертей земли, для поселения в Московском уезде.
В 1562 году записан в числе поручителей в 100 рублей за верность службы князя Ивана Дмитриевича Бельского.
Весной 1565 года наместник в Рязском городе.
В 1573 году на свадьбе дочери князя Владимира Андреевича Старицкого, княжны Марии Владимировны с королём Магнусом, был в числе поезжан, шёл вторым у саней княжны.  В этом же году воевода в Ругодиве.
В 1574 году воевода в Острове.
В сентябре 1575 года, после зимнего Колыванского похода, оставлен воеводою в Ругодиве.
По родословной росписи показан бездетным.